# Abejar
Abejar je španělská obec, v provincii Soria v autonomním společenství Kastilie a León, ležící v nadmořské výšce 1 145 metrů ve vzdálenosti 173 kilometrů od Madridu. Žije zde 386 obyvatel.
Ve městě je potravinářský a dřevozpracující průmysl. Nachází se zde románský kostel, gotický kostel z 16.–17. století, poustevna z 18. století a několik dobře zachovalých příkladů tradiční architektury.